# Oxalis xantha
Oxalis xantha är en harsyreväxtart som beskrevs av Salter. Oxalis xantha ingår i släktet oxalisar, och familjen harsyreväxter. Inga underarter finns listade i Catalogue of Life.